# Organización político-administrativa de Montevideo
La ciudad de Montevideo es gobernada por la Intendencia de Montevideo y subdividida administrativamente por ocho municipios.

## Características
Debido al centralismo del departamento de Montevideo, muchas veces la ciudad es confundida con el departamento y viceversa.   Lo que hace que hasta la actualidad, los límites de la ciudad y de su barrios no sean precisos y en ocasiones, desconocidos.

## División administrativa
Montevideo  está conformada por sesenta y dos barrios y subdivididos administrativamente en ocho municipios, denominados de la A a la G, cada uno presidido por un alcalde elegido por los ciudadanos inscriptos en dicha circunscripción.
Estos municipios a su vez, tienen bajo su jurisdicción los llamados Centro comunales zonales (CCZ), así como los barrios y áreas de influencia de tales centros.

### Municipios
| - A - B - C - CH | - D - F - E - G |

### Distritos
Montevideo está integrada por 18 centros comunales zonales. Estos fueron creados  con el fin de conformar un órgano de consulta y debate de propuestas barriales entre los ciudadanos. 

#### Barrios
Montevideo está conformada por sesenta y dos barrios reconocidos oficialmente. 

## Historia de la organización administrativa de Montevideo

#### 1993
En el año 1993 fueron creados los dieciocho Centros comunales zonales quienes tienen como función  —según la Intendencia Departamental de Montevideo— «avanzar en la descentralización política y administrativa en el departamento de Montevideo, con la finalidad de profundizar la participación democrática de la ciudadanía en la gestión de gobierno». 

#### 2011
En el año 2011 la Intendencia de Montevideo  elaboró la lista de los barrios de la ciudad, definiendo la existencia de sesenta y dos barrios, aunque en teoría existen muchos más. En dicha elaboración del listado se incluyeron y agruparon barrios por "zonas" (por ejemplo, el barrio de Villa Dolores y el barrio de Parque Batlle figuran ambos como una misma zona, aunque sean conocidos como dos barrios distintos. Misma situación sucedió con los barrios de Paso Molino y Belvedere, al igual que con  Capurro y Bella Vista, entre otros.
A su vez, el listado presenta otros aspectos discutibles, como la inclusión de barrios de  a localidades que están fuera de la supuesta jurisdicción de la ciudad de Montevideo (por ejemplo, el balneario Pajas Blancas, el pueblo Santiago Vázquez o la zona de Abayubá), o el no reconocimiento de barrios considerados emergentes o en desarrollo o en período de regularización, como el barrio Nueva España, barrio La Chancha, barrio 19 de abril, barrio Las Retamas, barrio Parque Guaraní, barrio Nuevos Rumbos, barrio Capra, barrio Villa Don Bosco y barrio La Esperanza, entre otros.
Por estos motivos, la descripción de "62 barrios" dentro de la ciudad de Montevideo no es correcta y es altamente discutida, pero la interpretación de la Intendencia Departamental apuntó a elaborar una división de áreas o zonas y sus correspondientes organizaciones administrativas, y a pesar de ser obsoleta no existe a nivel municipal otra clasificación oficial posterior.

## Gobierno
Al igual que el departamento de Montevideo, las principales instituciones de la ciudad de Montevideo lo son la Intendencia de Montevideo y la Junta de Montevideo. En lo que respecta a los municipios de la ciudad, en los mismos surge la figura de Alcalde y concejo municipal.
En algunos barrios de Montevideo funcionan las denominadas comisiones permanentes.